# Левченко, Пётр Иванович
Пётр Иванович Левченко (1888 год, аул Ванновка, Туркестанский край, Российская империя — 1958 год) — колхозник, звеньевой колхоза «Победа», Герой Социалистического Труда (1948).

## Биография
Родился в 1895 году в селе Ванновка, Туркестанский край (сегодня — Село имени Турара Рыскулова, Тюлькубасский район Южно-Казахстанской области, Казахстан). С 1919 года по 1921 год служил в Красной Армии. В 1930 году вступил в колхоз «Победа» Тюлькубасского района Чимкентской области. До 1953 года был звеньевым полеводческого звена. С 1953 года по 1958 год был заведующим кассы взаимопомощи.
В 1947 году полеводческое звено под руководством Петра Левченко собрало по 32 центнера с каждого гектара. За этот доблестный труд был удостоен в 1948 году звания Героя Социалистического Труда.
Скончался в 1958 году.

## Награды
- Герой Социалистического Труда — указом Президиума Верховного Совета СССР от 28 марта 1948 года;
- Орден Ленина (1948);